# アレッサンドロ・ブラゼッティ

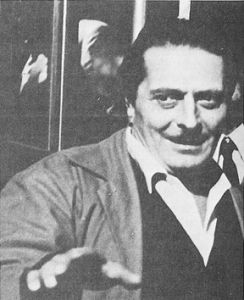

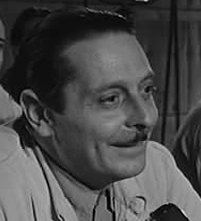
1951年

アレッサンドロ・ブラゼッティ（Alessandro Blasetti,1900年7月3日- 1987年2月1日）は、イタリアの映画監督。
ネオリアリズモの監督でファシスト時代を代表する映画人。1920年代後半に苦境の映画業界を復活させたので、たまに「イタリア映画の父」と呼ばれる。

## 来歴
ローマで生まれる。大学で法律を学び、ジャーナリスト・映画評論家になることを志、いくつかの映画雑誌で働き、当時生産中止だった国産映画の制作のためのキャンペーンを張った。
1929年に映画『太陽』で監督デビュー。イタリア映画が製作されていなかった時期の作品であり、好評を博した。ベニート・ムッソリーニは「ファシスト映画の夜明け」とした。この時期にすでにネオリアリズムの要素を持っていた。
同作のヒットで、イタリア唯一の大物プロデューサー・ステファノ・ピッタルーガからオファーを受けた。この時期、ピッタルーガはローマのスタジオを音声映画用に改築したばかりだった。
イタリア初のトーキー映画『復活』（1931年）を撮るが、制作が遅れ、ジェンナーロ・リゲッリの『愛の歌』（1930年）に先を越された。1934年に『1860』を、 2000人の素人俳優を野外で使って撮影した。
国からの助成金と支援のためにロビー活動をしており、1930年代のイタリア映画産業復活の原動力だった。ロビー活動の結果、ローマの大規模スタジオ「チネチッタ」の建設を実現した。
ルキノ・ヴィスコンティの映画『ベリッシマ』に本人役で出演。同作は、アンナ・マニャーニ演じる母親が娘をスターにしようとチネチッタでブラゼッティのスクリーンテストを受けさせる物語である。
1967年のカンヌ映画祭と、1969年第6回モスクワ国際映画祭で審査委員長を務めた。
1987年、ローマで死去。

## 主な監督作品
- 太陽（1929）
- Nerone（1930）
- Resurrectio（1930）
- 母なる大地（1931）
- La tavola dei poveri（1932年）
- Palio（1932）
- Il caso Haller（1933）
- 1860（1934年）
- Vecchia guardia（1934）
- Aldebaran（1935）
- Contessa di Parma（1936年）
- Ettore Fieramosca（1938）
- サルヴァトール・ローザの冒険 Un'avventura di Salvator Rosa（1940）劇場未公開。2001年イタリア映画大回顧での上映題。DVD題も同じ。
- La corona di ferro（1941）
- 道化師の晩餐（1942）
- 雲の中の散歩（1943）
- 人生の一日（1946）
- ファビオラ（1949）：スコセッシ評「アメリカ映画には無いセットの厚みがあった。国の歴史の長さがまったくちがうからね。アメリカの映画職人には夢にも見られない厚みだった。それに、グリム童話の怖さもあった。」
- Prima comunione（1950）
- 懐かしの日々（1952）
- こんなに悪い女とは（1954）
- Tempi nostri（1954）
- La fortuna di essere donna （1956）
- ヨーロッパの夜（1959）
- Le quattro verità（1962）
- Liolà（1963）
- Io, io, io... e gli altri（1966）
- シモン·ボリバル（1969）

## 伝記
- Balfour, Michael. Theatre and War, 1933-1945: Performance in Extremis. Berghahn Books, 2001.
- Moliterno, Gino. Historical Dictionary of Italian Cinema. Scarecrow Press, 2008.
- Reich, Jacqueline & Garofalo, Piero. Re-Viewing Fascism: Italian Cinema, 1922 to 1943. Indiana University Press, 2002.